# 사신 짱 드롭킥
《사신 짱 드롭킥》(邪神ちゃんドロップキック 자신 찬 드롯푸킷쿠[*])은 유키오가 지은 일본의 만화 작품이다. COMIC 메테오(플렉스 코믹스)에서 2012년 4월 25일부터 연재 중이다. 2022년 12월 시점에서 누계 100만 부를 돌파했다.

## 줄거리
진보초의 낡은 아파트에 사는 소녀 하나조노 유리네에 의해 어느 날 강제로 인간계에 소환돼버린 마계의 악마 사신 짱. 그런데, 유리네는 소환 주문만 알고 귀환 주문은 알지 못해 사신 짱은 마계로 돌아갈 수가 없게 되어 어쩔 수 없이 유리네의 눌러살게 된다. 소환자가 죽으면 마계에 돌아갈 수 있다는 것을 알고 있던 사신 짱은 드롭킥으로 유리네를 죽이려고 하지만 그럴 때마다 오히려 죽임을 당한다.

## 등장인물

### 주인공
사신 짱
성우 - 스즈키 아이나
본작의 주인공. 생일은 10월 28일. 키는 150cm. 상반신은 갸루, 하반신은 뱀(코브라)의 외형을 한 악마. 마귀족 출신으로, 마계의 농림수산성 같은 곳에서 제일 위대한 사람의 딸이다. 마귀족이기 때문에 어미에 ですの(데스노)를 붙여 말하는 경우가 많다.  또한 "옷은 약한 녀석이 입는 것"이라고 하는 생각하여 반나체로 있는 경우가 많다.
하나조노 유리네
성우 - 오오모리 니치카
본작의 또 다른 주인공. 흥미를 이유로 사신 짱을 소환한 여대생. 키메라 대학 재적. 생일은 10월 31일. 키는 160cm. 신사의 딸로 친가는 도쿄도 신주쿠구에 있는 신사. 중2병이고 오컬트와 공포 영화를 좋아한다. 왼쪽 눈에 안대를 하고 있으며, 고스로리 같은 복장을 즐겨 입는다.

### 악마
메두사
성우 - 쿠보타 미유
사신 짱의 소꿉친구 악마. 생일은 1월 4일. 키는 155cm. 요리가 서투르다. 마계 귀여워 선수권 그랑프리에 선출된 경험이 있다.
고대 이집트 왕후귀족과 같은 의상을 입고 시선이 있던 인간을 석화시키는 능력을 가졌다. 그 때문에 석화를 막는 파워스톤을 가진 유리네 이외의 주위의 인간을 석화시켜 버리기 위해 인간계에서는 종이봉투를 쓰고 얼굴을 가리고 있다.
마음이 여리고 마음씨 좋게 부탁받으면 거절할 수 없는 성격. 그 때문에 친한 친구인 사신 짱에게 자주 돈을 빌려주고 아르바이트의 벌이를 모두 넘겨버리기도 해 사신 짱이 ATM이라고 부르고 있다. 그런 사신 짱에 대해서도 "내가 없으면 안 되니까"라고 헌신적으로 지지하고 배신당하더라도 "근본은 착한 아이"라고 옹호하고 있어 그 관계성을 유리네로부터 걱정받고 있다.
미노스
성우 - 오미가와 치아키
사신 짱과 메두사의 소꿉친구인 미노타우로스족 악마. 생일은 11월 29일. 키는 167cm. 외모는 글래머러스한 체형과 머리에 난 소의 뿔이 특징이며 하라주쿠에서 구입한 쇠고기 100%라고 적힌 티셔츠를 즐겨 착용한다.
페르세포네 2세
성우 - 이이다 리호
명계의 왕 하데스를 아버지로 둔 명계의 공주이자 사신 짱 일행의 은사인 페르세포네 1세의 딸. 생일은 2월 14일. 키는 145cm.
쿙쿙
성우 - 야마시타 나나미
마계중국 출신의 강시. 생일은 9월 23일. 키는 148cm. 상급 강시로 뛰어다니며 이동하는 하급 강시와 달리 자신의 뜻대로 행동할 수 있지만 시체 때문에 몸이 여리다. 인간계로 옮겨 살면서 유리네의 소개로 진보쵸의 서점에서 아르바이트를 하고 있다.
란란
성우 - 타나카 미나미
쿙쿙이 쌍둥이 언니. 생일은 9월 23일. 키는 148cm. 탄탄하고 영리하며 넋을 잃고 폭주하는 쿙쿙의 스토퍼 역을 맡고 있다. 평소에는 쿙쿙의 옷에 프린트된 판다의 모습이지만 대화나 음식 외에 옷 출입 등 일정한 자유가 효과가 있어 딸기맛 사탕을 핥으면 일시적으로 강시의 모습으로 돌아온다.
에큐트
성우 - 아사노 루리
마계 트랜실베니아 지방을 다스리는 뱀파이어족 공주. 생일은 11월 11일. 키는 138cm.
아트레
성우 - 하세가와 레나
베트
성우 - M·A·O
유리네가 주워온 마수. 개 같은 생김새와는 달리 그 정체는 흉포성이 높은 '제보당의 괴수'라는 마수로, 그 흉포성은 사신 짱 왈 악마라도 애태울 정도지만 유리네에게는 순종적이고 얌전하다.
유사
성우 - 아라나미 카즈사
설녀 같은 모습을 한 얼음족 상급 악마. 코지의 언니. 생일은 2월 22일. 키는 162cm. 찰리라는 초콜릿 공장을 운영하는 삼촌이 있다.
코지
성우 - 테라다 미코
얼음족 악마. 유사의 여동생. 생일은 8월 24일. 키는 80cm 정도. 혈액은 딸기 시럽, 오줌은 레몬 시럽으로 되어 있어 스스로의 능력으로 빙수를 생성할 수 있다.
페르세포네 1세
성우 - 코모리 미사에
명계의 왕 하데스의 아내이자 페르세포네 2세의 어머니.
악마 A
성우 - 유사 코지
에피소드 중간에 나타나는 수수께끼의 악마. 종종 나타나서는 해설이나 보충 설명을 한다.
오니
성우 - 히사카와 아야
사신 짱이 마계에서 부른 꼬마 악마.
우오즈미
성우 - 카토 야스유키
미노스의 아버지가 경영하는 '마츠노 구미'의 젊은 우두머리.

### 천사
페코라
성우 - 코자카이 유리에
악마 사냥을 생업으로 하는 천사. 생일은 7월 7일. 키는 148cm.
천사들을 묶는 천사장으로서 사신 짱 토벌을 위해 인간계에 왔으나 힘의 원천인 천사의 고리를 잃어버려 천계로 귀환할 수 없게 된다. 고리를 잃은 뒤에는 공원에서 노숙인 생활을 해야 하고, 일용직 노동 등으로 하루 돈을 버는 나날을 보내게 돼 최저임금을 밑도는 직장 등 가혹한 노동환경에서 일하고 있다. 또 늘 극빈으로 우유와 빵의 귀를 주식으로 삼고, 그마저도 여의치 않을 때면 자연의 샐러드 바라 칭하며 들풀을 먹는 생활을 하고 있다.
포포롱
성우 - 사사키 리코
페코라의 전 부하로 천계에서 페코라를 돕던 천사. 생일은 4월 20일. 키는 156cm.
피노
성우 - 야마다 마리나
페코라의 전 부하로 천계에서 페코라를 돕던 천사. 생일은 6월 9일. 키는 160cm. 미노스 못지않은 글래머러스한 체형의 소유자. 과자 만드는 것이 특기이며 '천계과자 만들기 콘테스트'에서 그랑프리를 수상한 경험이 있다.
리엘
성우 - 하나이 미하루
페코라 등 천사가 섬기는 주님으로 천사들을 다스리는 신. 생일은 12월 24일. 키는 130cm. 본래는 숙녀 같은 모습을 하고 있지만 인간계에서는 아이라고 경계받기 어려운 것을 생각해 유아화했다.

### 인간
타치바나 메이
성우 - 하라 나츠코
반자이바시 경찰서에 근무하는 여경. 생일은 5월 3일. 신장은 165cm.

### 기타 등장인물
하츠네 미쿠
텔레비전 애니메이션 3기에서 등장. 좋아하는 것은 노래와 대파로, 작중에서는 파를 휘두르며 노래하는 장면이 있다.

## 서지 정보
- 유키오 《사신 짱 드롭킥》 플렉스 코믹스 〈메테오 COMICS〉
  1. 2014년 5월 12일 발매[5], ISBN 978-4-593-85777-7
  2. 2014년 6월 12일 발매[6], ISBN 978-4-593-85780-7
  3. 2014년 12월 12일 발매[7], ISBN 978-4-593-85796-8
  4. 2015년 6월 12일 발매[8], ISBN 978-4-593-85807-1
  5. 2015년 12월 12일 발매, ISBN 978-4-593-85823-1
  6. 2016년 6월 11일 발매[9], ISBN 978-4-593-85835-4
  7. 2016년 12월 12일 발매[10], ISBN 978-4-593-85850-7
  8. 2017년 6월 12일 발매, ISBN 978-4-593-85863-7
  9. 2017년 12월 12일 발매[11], ISBN 978-4-593-85875-0
  10. 2018년 6월 12일 발매[12], ISBN 978-4-86675-015-6
  11. 2018년 8월 9일 발매[13], ISBN 978-4-86675-022-4
  12. 2019년 4월 12일 발매[14], ISBN 978-4-86675-050-7
  13. 2019년 10월 12일 발매, ISBN 978-4-86675-079-8
  14. 2020년 4월 11일 발매[15]ISBN 978-4-86675-103-0
  15. 2020년 6월 12일 발매[16], ISBN 978-4-86675-111-5
  16. 2020년 12월 11일 발매[17], ISBN 978-4-86675-131-3
  17. 2021년 6월 11일 발매[18], ISBN 978-4-86675-152-8
  18. 2021년 12월 10일 발매[19], ISBN 978-4-86675-180-1
  19. 2022년 6월 10일 발매, ISBN 978-4-86675-223-5
  20. 2022년 12월 12일 발매, ISBN 978-4-86675-256-3
  21. 2023년 5월 12일 발매, ISBN 978-4-86675-286-0
  22. 2023년 12월 12일 발매, ISBN 978-4-86675-326-3

## TV 애니메이션
크라우드 펀딩과 고향 납세를 활용한 프로모션을 전개해 주목을 받고 있으며, 제2기에는 홋카이도 지토세시, 제3기에는 홋카이도 후라노시·오비히로시·구시로시, 나가사키현 미나미시마바라시와 콜라보한 특별편이 제작되었다. 또한 중화인민공화국에서의 시리즈 누계 시청수는 2023년 9월 28일 기준으로 1억 회를 넘었다.

### 스태프
|                           | 제1기                                         | 제2기                                                               | 제3기 | 세기말편                                   |
| ------------------------- | --------------------------------------------- | ------------------------------------------------------------------- | --- | ------------------------------------------ |
| 원작                      | 유키오                                        | 유키오                                                              | 유키오 | 유키오                                     |
| 제작 총지휘               | 코이치로 나츠메                               | 코이치로 나츠메                                                     | 코이치로 나츠메 | 코이치로 나츠메                            |
| 감독                      | 사토 히카루(제2기는 총감독)                   | 사토 히카루(제2기는 총감독)                                         | 사토 히카루(제2기는 총감독) | 미야기 다이쇼                              |
| 감독                      | -                                             | 야노 타카노리                                                       | 야마다 타쿠 | 미야기 다이쇼                              |
| 시리즈 구성               | 후데야스 카즈유키                             | 후데야스 카즈유키                                                   | 후데야스 카즈유키 | 무라카미 모모코(각본)                      |
| 캐릭터 디자인 총작화 감독 | 코가 마코토                                   | 코가 마코토                                                         | 코가 마코토 | 코가 마코토                                |
| 총작화 감독               | -                                             | 다이미 히로미                                                       | 다이미 히로미 |                                            |
| 미술 감독                 | 타카기 사와코                                 | 사토 마사히로                                                       | 사토 마사히로 | 마카리아                                   |
| 미술 감독                 | 타카기 사와코                                 | 나카니시 나츠코                                                     | 이이다 미라이 | 마카리아                                   |
| 색채 설계                 | 노구치 유키에                                 | 타다노 유키코                                                       | 타다노 유키코 | 오오이 미소라                              |
| 촬영 감독                 | 토고 카스미                                   | 야마모토 히지리                                                     | 키다 켄토 | 戴斯豪                                     |
| 편집                      | 타케미야 무츠미                               | 타케미야 무츠미                                                     | 타케미야 무츠미 | 탄 아야코                                  |
| 음향 감독                 | 이마이즈미 유이치                             | 이마이즈미 유이치                                                   | 이마이즈미 유이치 | 이마이즈미 유이치                          |
| 음악                      | 쿠리하라 유키, 진마 유즈루                    | 쿠리하라 유키, 진마 유즈루                                          | 쿠리하라 유키, 진마 유즈루 |                                            |
| 음악                      | -                                             | -                                                                   | SUPA LOVE |                                            |
| 프로듀서                  | 와타나베 아이, 시라이 유키코                  | 와타나베 아이, 시라이 유키코                                        | 와타나베 아이, 시라이 유키코 | 近森雄太                                   |
| 프로듀서                  | 이가라시 카즈키 모토마 히로유키               | 미야타 요시후미 우치바야시 히로미치 모토키 마도카 카토 신이치       | 미야타 요시후미 우치바야시 히로미치 모토키 마도카 카토 신이치                                                                            | 近森雄太                                   |
| 프로듀서                  | 이가라시 카즈키 모토마 히로유키               | 아이자와 료 카지와라 타케시 다테 미츠요시 니라타 타쿠야 카모 아키오 | 카와나 유타 료 토시아키 나가노 마사히코 오자키 호노카 모토마 히로유키 아키야마 히로유키 코메타니 료 와키 노리코 오야마 히토야스 仁田智勇 | 近森雄太                                   |
| 프로듀서                  | 모토마 히로유키 오모모리 신지 노부치 다이스케 |                                                                     | 카와나 유타 료 토시아키 나가노 마사히코 오자키 호노카 모토마 히로유키 아키야마 히로유키 코메타니 료 와키 노리코 오야마 히토야스 仁田智勇 | 近森雄太                                   |
| 애니메이션 프로듀서       | 오오사와 아키히코                             | 오오사와 아키히코                                                   | 오오사와 아키히코 | 타카모토 유다이                            |
| 애니메이션 제작           | 노매드                                        | 노매드                                                              | 노매드 | 마카리아                                   |
| 제작(制作)                | 단간                                          | -                                                                   | - | 구마모토현 아소군 다카모리마치 (특별 협력) |
| 제작(製作)                | 사신 짱 드롭킥 제작위원회                     | 사신 짱 드롭킥' 제작위원회                                          | 사신 짱 드롭킥 X 제작위원회 | BS닛테레, 사신 짱 드롭킥 세기말편 프로젝트 |

### 주제가
あの娘にドロップキック
사신 짱(스즈키 아이나), 하나조노 유리네(오오모리 니치카), 메두사(쿠보타 미유), 미노스(오미가와 치아키), 포포롱(사사키 리코), 페르세포네 2세(이이다 리호)에 의한 유닛 '사신 걸즈'에 의한 제1기 오프닝 테마. / 작사·작곡·편곡 - Agasa.K
Home Sweet Home!
미우라 유타로에 의한 제1기 엔딩 테마. / 작사 - 미우라 유타로 / 작곡·편곡 - 마에야마다 켄이치
時としてバイオレンス
halca에 의한 제2기 오프닝 테마. / 작사 - 미야지마 준코 / 작곡 - 하라 카즈히로 / 편곡 - 카와사키 토모야
Love Satisfaction
ZAMB에 의한 제2기 엔딩 테마. / 작사 - 즈가 이즈미 / 작곡 - 키다 류야 / 편곡 - 키다 류야, GAK, 나가토 다이코
ＣＨＩ☆ＴＯ☆ＳＥ愛歌
사신 짱(스즈키 아이나)에 의한 제2기 제12화 엔딩 테마. / 작사 - 후데야스 카즈유키 / 작곡·편곡 - TORIENA
あれこれドラスティック feat.鈴木愛奈
halca에 의한 제3기 오프닝 테마. / 작사 - 타부치 토모야 / 작곡 - 하야시 나오히로, 타부치 토모야 / 편곡 - 하야시 나오히로
流線形メーデー
카후(花譜) × 카후(可不)에 의한 제3기 엔딩 테마. / 작사 - 마츠리히 하네다 / 작곡·편곡 - HiFi-P
サンキュードロップキック!
사신 짱(스즈키 아이나)&하츠네 미쿠에 의한 제3기 제9화 엔딩 테마. / 작사·작곡·편곡 - 키노시타
Apocalypse Day
스즈키 아이나에 의한 세기말편 오프닝 테마. / 작사 - hotaru / 작곡·편곡 - Rict(SABLE HILLS)
ただいま feat. EXILE NESMITH
Leola에 의한 세기말편 엔딩 테마. / 작사 - Leola, 藤本監, EXILE NESMITH / 작곡 - Leola, 藤本監 / 편곡 - 무나카타 히토시

### 방영 목록
| 화수         | 각본              | 그림 콘티       | 연출                        | 작화 감독                                                                                 | 방송일         |
| ------------ | ----------------- | --------------- | --------------------------- | ----------------------------------------------------------------------------------------- | -------------- |
| 제1화        | 후데야스 카즈유키 | 사토 히카루     | 사토 히카루                 | 코가 마코토 다이미 히로미                                                                 | 2018년 7월 9일 |
| 제2화        | 후데야스 카즈유키 | 키쿠치 토시히로 | 키쿠치 토시히로             | 키쿠치 토시히로 오카노 리키야                                                             | 7월 16일       |
| 제3화        | 후데야스 카즈유키 | 야노 타카노리   | 야노 타카노리               | 사토 요시히사 니시무라 아야 사쿠라이 코노미 핫토리 이치로                                 | 7월 23일       |
| 제4화        | 후데야스 카즈유키 | 야마다 히로유키 | 후지시로 카즈야             | 카와니시 무츠키 김정남 후지타 마리코                                                      | 7월 30일       |
| 제5화        | 후데야스 카즈유키 | 야마다 타쿠     | 야마다 타쿠                 | 키타하라 아키오 다이미 히로미 카츠타니 하루카 모리 에츠히토                               | 8월 6일        |
| 제6화        | 무라카미 모모코   | 카쿠치 타쿠다이 | 카쿠치 타쿠다이             | 코가 마코토 다이미 히로미 키쿠치 토시히로 오카노 리키야 사토 요시히사                     | 8월 13일       |
| 제7화        | 무라카미 모모코   | 나가이 신페이   | 나가이 신페이               | 후지타 마리코                                                                             | 8월 20일       |
| 제8화        | 무라카미 모모코   | 나가이 신페이   | 사사키 타츠야               | 카와니시 무츠키 홍인수                                                                    | 8월 27일       |
| 제9화        | 무라카미 모모코   | 나가이 신페이   | 키타하라 아키오 야마다 타쿠 | 키타하라 아키오 다이미 히로미 사토 요시히사 카츠타니 하루카 나카지마 다이치 모리 에츠히토 | 9월 3일        |
| 제10화       | 후데야스 카즈유키 | 하나이 히로카즈 | 마츠무라 쥬리아             | 후지타 마리코 니시무라 아야                                                               | 9월 10일       |
| 제11화       | 후데야스 카즈유키 | 우시로 신지     | 사토 히카루                 | 오카노 리키야 다이미 히로미 호소다 사오리 야마다 유이치로 스다레하타 유미 모리 에츠히토   | 9월 17일       |
| 제12화 (OVA) | 후데야스 카즈유키 | 키쿠치 토시히로 | 키쿠치 토시히로             | 키쿠치 토시히로 야마모토 신지 후지타 마리코 오카노 리키야 야마구치 나나 카츠타니 하루카   | 10월 1일       |

| 화수         | 각본              | 그림 콘티                     | 연출                    | 작화 감독 | 방송일         |
| ------------ | ----------------- | ----------------------------- | ----------------------- | --- | -------------- |
| 제1화        | 후데야스 카즈유키 | 사토 히카루                   | 야노 타카노리           | 다이미 히로미 후지타 마리코                                                                                   | 2020년 4월 6일 |
| 제2화        | 후데야스 카즈유키 | 야마다 히로유키               | 오노다 유스케           | 카와니시 무츠키                                                                                               | 4월 13일       |
| 제3화        | 후데야스 카즈유키 | 나가이 신페이 사토 히카루     | 사사키 타츠야           | 홍유미 이영미 장 샤오웨이                                                                                     | 4월 20일       |
| 제4화        | 무라카미 모모코   | 야마다 타쿠                   | 야마다 타쿠             | 키타하라 아키오 사토 요시히사 카츠타니 하루카 히라타 카호루                                                   | 4월 27일       |
| 제5화        | 후데야스 카즈유키 | 야마다 히로유키               | 오노다 유스케           | 카와니시 무츠키                                                                                               | 5월 4일        |
| 제6화        | 무라카미 모모코   | 야마다 히로유키               | 야마다 타쿠             | 이시바시 유키에 우사미 쇼헤이 야나세 조지                                                                     | 5월 11일       |
| 제7화        | 무라카미 모모코   | 아이케이 료타 나카야마 나오미 | 야노 타카노리           | 후지타 마리코 야마구치 나나                                                                                   | 5월 18일       |
| 제8화        | 무라카미 모모코   | 카쿠치 타쿠다이               | 카쿠치 타쿠다이         | 키타하라 아키오 오카노 리키야 시마부쿠로 토모카즈 야마다 유이치로 히라타 카호루                               | 5월 25일       |
| 제9화        | 후데야스 카즈유키 | 야마다 히로유키               | 미네 토모노리           | 하카마타 유지 타나카 사유리 핫토리 이치로 타케우치 아키라 전종민 한현지                                       | 6월 1일        |
| 제10화       | 후데야스 카즈유키 | 사토 히카루                   | 야노 타카노리           | 코가 마코토 다이미 히로미 키쿠치 토시히로 오카노 리키야 후지타 마리코 야마구치 나나 히라타 카호루 謝宛倩      | 6월 8일        |
| 제11화       | 후데야스 카즈유키 | 사토 히카루                   | 사토 히카루             | 다이미 히로미(작화) 후지타 마리코(작화) 오카노 리키야(작화)                                                   | 6월 15일       |
| 제12화 (OVA) | 무라카미 모모코   | 사토 히카루                   | 야마다 타쿠 사토 히카루 | 오카노 리키야 사토 요시히사 키쿠치 토시히로 후지타 마리코 키타하라 아키오 스기야마 나오키 시마부쿠로 토모카즈 | 6월 22일       |

| 화수   | 제목                                            | 각본              | 그림 콘티       | 연출            | 작화 감독 | 방송일         |
| ------ | ----------------------------------------------- | ----------------- | --------------- | --------------- | --- | -------------- |
| 제1화  | ハルマゲドンかるたX                             | 후데야스 카즈유키 | 야마다 타쿠     | 야마다 타쿠     | 후지타 마리코 | 2022년 7월 6일 |
| 제2화  | 錠剤は全てラムネです                            | 무라카미 모모코   | 나가이 신페이   | 오오쿠보 료     | 김수호 스기야마 나오키 | 7월 13일       |
| 제3화  | 必殺ピロピロ                                    | 무라카미 모모코   | 하나오카 유타   | 하나오카 유타   | 알베르트 키예 카츠타니 하루카 야마구치 나나 야마모토 마사츠구 미츠키 모에코                                                                                 | 7월 20일       |
| 제4화  | 邪な神保町の過ごし方                            | 무라카미 모모코   | 나카야마 나오미 | 오노다 유스케   | 카와니시 무츠키 | 7월 27일       |
| 제5화  | 愛し愛され3000万                                | 무라카미 모모코   | 코마츠 카즈히토 | 나카가와 사토시 | 니이무라 쿄코 히라노 타로 후지타 마리코 와타나베 유키코 | 8월 3일        |
| 제6화  | ギルティングカムイ釧路                          | 무라카미 모모코   | 니시모리 아키라 | 이와타 요시히코 | 후지타 마사유키 코시이시 사토루 하나와 미유키 카라타니 아야코 이카이 카즈유키 와타나베 유키코 니이무라 쿄코 楊彤琤 周婧 黄華 無錫花猫動画 麦冬映画          | 8월 10일       |
| 제7화  | 笑顔の形、帯広で見つけたもの                    | 후데야스 카즈유키 | 키쿠치 토시히로 | 키쿠치 토시히로 | 후지타 마리코 | 8월 17일       |
| 제8화  | イルカにノって大騒ぎ！ ハラハラドキドキ南島原！ | 후데야스 카즈유키 | 니시모리 아키라 | 쿄고쿠 타츠야   | 오오카지 히로유키 후쿠오카 유우 토쿠다 유메노스케 | 8월 24일       |
| 제9화  | 富良野に潤むラベンダー色の瞳                    | 후데야스 카즈유키 | 야마다 타쿠     | 야마다 타쿠     | 니이무라 쿄코 와타나베 유키코 카노 아키라 알베르트 키에 마츠모토 카츠지 시부야 츠토무 JFK 無錫櫻花アニメーション                                            | 8월 31일       |
| 제10화 | 大空に聞け！ 私の名は邪神ちゃんですの！         | 무라카미 모모코   | 아사오카 타쿠야 | 이와타 요시히코 | 카와나베 유스케 츠보타 신타로 | 9월 7일        |
| 제11화 | 神保町献血センター                              | 무라카미 모모코   | 타나카 유이치   | 오노다 유스케   | 카와니시 무츠키 사와구치 유야 이노 아키히로 | 9월 14일       |
| 제12화 | ドロップキックは永遠に                          | 무라카미 모모코   | 코마츠 카즈히토 | 야노 타카노리   | 코가 마코토 후지타 마리코 야마모토 마사츠구 카츠타니 하루카 키요사와 유이토 니이무라 쿄코 아오노 아츠시 코시이시 사토루 사쿠라이 타쿠로 마츠모토 카츠지 JFK | 9월 21일       |